# Gnidia fruticulosa
Gnidia fruticulosa är en tibastväxtart som beskrevs av Ernest Friedrich Gilg. Gnidia fruticulosa ingår i släktet Gnidia och familjen tibastväxter. Inga underarter finns listade i Catalogue of Life.